# 宮崎県道321号西都インター線
宮崎県道321号西都インター線（みやざきけんどう321ごう さいとインターせん）は、宮崎県西都市を通る一般県道である。

## 概要
西都市大字黒生野の東九州自動車道 西都ICから国道219号に至る。沿道には県道の標識はない。

### 路線データ
- 起点：西都市大字黒生野（東九州自動車道 西都IC）
- 終点：西都市大字黒生野（インター入口交差点、国道219号交点）

## 歴史
- 1995年（平成7年）3月31日 - 宮崎県告示第431号[1]により路線認定される。
- 2001年（平成13年）3月31日 - 西都IC供用開始[2]。

## 地理

### 通過する自治体
- 西都市

### 交差する道路
| 交差する道路       | 交差する場所 | 交差する場所              |
| ------------------ | ------------ | ------------------------- |
| E10 東九州自動車道 | 大字黒生野   | 28 西都IC / 起点          |
| 国道219号          | 大字黒生野   | インター入口交差点 / 終点 |

### 沿線
- 三財川（終点付近）